# Premantura
Premantura – wieś w Chorwacji, w żupanii istryjskiej, w gminie Medulin. W 2011 roku liczyła 768 mieszkańców.